# Zygmunt Okrassa
Zygmunt Okrassa (ur. w 1945 w Sochaczewie, zm. 9 grudnia 2021) – polski malarz i grafik, wykładowca akademicki, projektant znaczków pocztowych.

## Życiorys
Od 13 roku życia mieszkał w Warszawie, gdzie skończył Technikum Budownictwa Wodnego. Po maturze pracował na budowie zapory w Solinie.  Następnie przeniósł się do Słupska i został nauczycielem ZPT (zajęć praktyczno–technicznych i rysunków) w jednej z tamtejszych szkół podstawowych. Potem został powołany do wojska i przez dwa lata był pisarzem sztabowym w jednostce w Gdańsku. Po zakończeniu służby wojskowej rozpoczął studia w gdańskiej Państwowej Wyższej Szkole Sztuk Plastycznych (PWSSP). Ukończył je na Wydziale Malarstwa i Grafiki w 1975. Pozostał na uczelni, podejmując pracę nauczyciela akademickiego. W latach 1983–1990 miał przerwę w nauczaniu. Od 1993 do 1999 pełnił funkcję prodziekana, a w latach 2008–2012 – kierownika Katedry Grafiki Projektowej. Od czasów studenckich nieprzerwanie mieszkał w Sopocie.
Jego twórczość obejmująca projektowanie graficzne to ilustracja prasowa i książkowa, znak graficzny, plakat oraz  znaczek pocztowy. Publikował m.in. w wydawnictwach WAG i KAW. Ponad 250 jego ilustracji ukazało się w dziennikach i czasopismach takich jak „Rzeczpospolita”, „Rzeczpospolita Magazyn”, „Projekt”, „Szpilki”, „Graphis Inc.”, „Newsweek Polska”, „Film” i „Foyer”. Zajmował się również malarstwem i rysunkiem. Jego dzieła znajdują się w zbiorach m.in. Muzeum Plakatu w Wilanowie, Institut International des Droits de l'Homme w Strasburgu, UNESCO i ONZ w Nowym Jorku.

### Małżeństwo
Był mężem Jadwigi z d. Lipiec, absolwentki i nauczycielki akademickiej w gdańskiej PWSSP (od 1996 Akademii Sztuk Pięknych). Miał z nią syna – Marka (ur. 1975), który tak jak jego rodzice ukończył tamtejszą ASP.

## Wybrana twórczość

### Znaczki pocztowe
- Boże Narodzenie oraz koperta FDC, 1994
- 500. rocznica urodzin św. Jana Bożego oraz koperta FDC, 1995
- Latarnie morskie (seria) oraz koperty FDC, 2006
- Latarnie morskie (seria) oraz koperty FDC, 2007

### Kartki pocztowe
- 500. rocznica urodzin św. Jana Bożego, 1995
- 100. rocznica Odkrycia Promieni X przez W. C. Roentgena, 1995